# Liste der Bischöfe von Bazas
Die folgenden Personen waren Bischöfe von Bazas (Frankreich):
- 406: ?, erwähnt durch Gregor von Tours
- 506 und 511: Sextilius
- 585: Orestes
- 614: Gudualdus
- 673–675: Gundulfus
- 977–980: Gombaud (auch Bischof der Gascogne)
- ca. 950–1000: Arsius Raca
- 1000–ca. 1012: Hugo I.
- ca. 1012–ca. 1025 oder 1029: Arsius Raca
- ca. 1025–ca. 1059: Raimond I. le Vieux
- 1059–1084: Raimond II. le Jeune
- 1084–ca. 1103: Stephan de Sentes
- 1104–1126: Bertrand de Baslade
- 1126–ca. 1134: Gottfried (Geoffroy oder Godefroy)
- 1134–1143 oder 1144: Fortis Guarini de Pellegrue
- 1144–1146: Raimond III.
- 1146–ca. 1165: Wilhelm I. Arnaud de Tontoulon
- ca. 1165–1186: Garsias de Benquet
- 1186–1213 oder 1214: Gaillard I. de La Mothe
- 1214–1219: Wilhelm II.
- 1219–1242: Arnaud I. de Pins
- 1242–1265: Raimond IV. de Castillon
- 1265–1277: Wilhelm III. de Pins
- 1277–1294 oder 1296: Hugo II. de Rochefort
- 1294 oder 1296–1299: Wilhelm IV. Geoffroy
- 1299–1302: Arnaud Falquet, Fouquet, Foucaud oder Foulques
- 1302–1313 und 1319: Wilhelm V. Arnaud de La Mothe (auch Bischof von Saintes)
- 1313–1319: Thibaut oder Théobald de Castillon
- 1319–1325: Wilhelm VI. (auch Bischof von Saint-Bertrand-de-Commingues)
- 1325–1334: Pictavin oder Poitevin de Montesquiou (auch Bischof von Maguelonne, Kardinal)
- 1334–1348: Gaillard II. de Fargues oder de la Trave oder de Préchac
- 1348–1357: Raimond V. Arnaud de la Mothe
- 1358–1360: Géraud oder Gérald du Puy oder du Puch (de Podio)
- 1360: Pierre I.
- 1361–1368: Guillaume VII.
- 1368–1369: Raimond VI.
- 1370: Guillaume VIII.
- 1371–1375: Guillaume IX. de Montlaur
- Ernannt durch Avignon
- 1374–1394: Jean I. de Caseton
- 1395–1397: Guillaume X. d’Ortholan (auch Bischof von Rodez)
- 1397–1417: Pierre II. Saupin
- Ernannt durch Rom
- 1392: Maurice Usk (auch Bischof von Aire)
- 1396–ca. 1411 oder 1412: Jean II. de Herenco
- 1421–ca. 1430: Bernard I. d’Yvon
- 1433–1446: Henri I. François de Cavier
- 1447–1450: Bernard II. Yvest de Roserge, Rousergue oder du Rosier (auch Bischof von Montauban)
- 1448–1457: Raimond VII. du Treuil oder de Tulli
- 1457–1485: Raimond VIII. du Treuil
- 1486–1504: Jean III. de Bonald, Bonal, Bonneau, Bonaldy
- 1504–1520: Amanieu I. d’Albret, Kardinal
- 1521–1528: Symphorien Bullioud (auch Bischof von Soissons)
- 1528–1531: Foucauld de Bonnevald (auch Bischof von Périgueux)
- 1531–1544: Jean IV. de Plats oder Plas
- 1544–1554: Annet de Plas
- 1555–1558 oder 1561: Jean V. Baptiste Alamanni (auch Bischof von Mâcon)
- 1558–1559: Amanieu II. de Foix
- 1563–1564: Jean VI. de Balaguier (auch Bischof von Cahors)
- 1564–1572: François de Balaguier
- 1572–1605: Arnaud II. de Pontac
- 1605–1630: Jean VII. Jaubert de Barrault de Blaignac (auch Bischof von Arles)
- 1631–1633: Nicolas de Grillié, Grillet ou Grilles (auch Bischof von Uzès)
- 1633–1645: Henri II. Listolfi Maroni
- 1646–1667: Samuel Martineau de Turé
- 1668–1684: Guillaume XI. de Boissonade d’Orty
- 1685–1724: Jacques-Joseph de Gourgue
- 1724–1746: Edme Mongin
- 1746–1792: Jean VIII. Baptiste Amédée de Grégoire de Saint-Sauveur